# コルレオーネ
コルレオーネ（イタリア語: Corleone, シチリア語: Cunigghiuni）は、イタリア共和国シチリア自治州パレルモ県にある人口約1万1000人の基礎自治体（コムーネ）。
中世以来の古い歴史を持つ都市であるが、20世紀初頭以降著名なマフィアを輩出した土地として知られる。小説・映画『ゴッドファーザー』では主人公一家がこの町に因む姓を名乗っている。

## 名称
標準イタリア語以外では以下の名称を持つ。
- シチリア語: Cunigghiùni

古くは、おそらくアラビア語起源と推測される Qurlian という名で呼ばれていた。現在の「コルレオーネ」という形は16世紀に遡る。

## 地理

### 位置・広がり
シチリア島西部の内陸部にある町で、パレルモ県西南部に所在する。コルレオーネの街は、州都・県都パレルモの南南西約34km、リベーラの北約35km、アグリジェントの西北約61km、トラーパニの東南東約72kmに位置する。
コルレオーネの街から北東約10kmに、周囲をモンレアーレに取り囲まれた小さな飛び地がある。
コムーネの面積は 229.12 km2で、県内ではモンレアーレに次いで2番目に広い。

#### 隣接コムーネ
隣接するコムーネは以下の通り。
| - モンレアーレ - 北 - ゴドラーノ - 北東 - メッツォイウーゾ - 北東 - カンポフェリーチェ・ディ・フィターリア - 東 - プリッツィ - 南東 - パラッツォ・アドリアーノ - 南東 - キウーザ・スクラーファニ - 南 - ビザックイーノ - 南西 - カンポフィオリート - 南西 - コンテッサ・エンテッリーナ - 南西 - ロッカメーナ - 西 |

### 地勢
コルレオーネの街の北東にはロッカ・ブサンブラ (Rocca Busambra) （1,613m）という岩山がある。周辺の森（Bosco della Ficuzza）は自然保護区 (it) となっている。
コルレオーネのコムーネは北西部が低くなっており、ベーリチェ川 (it:Belice) の上流にあたるベーリチェ・シニストロ川（Belice Sinistro）の源流地帯となっている。
- コルレオーネ
- ロッカ・ブサンブラ（フィクッツァから）

### 主要な集落
コルレオーネはシチリアの典型的な農村である。
コルレオーネから北東約10kmに離れた飛び地にはフィクッツァ（it:Ficuzza）の集落がある。フィクッツァはロッカ・ブサンブラの北麓にあたり、離宮（Real Casina di Caccia della Ficuzza）がある。
- コルレオーネの教会
- フィクッツァの離宮

## 歴史
1080年にノルマン人に征服され、1095年にはパレルモの教区に併合された。
13世紀に、皇帝フェデリーコ2世はムスリム人を追い出しランゴバルド人の植民地として再びこの土地に人を住まわせた。すでに14世紀にはこの街は城壁に囲まれ、内部には最初の住宅が建築された。それらは現在でも見ることができる。
1440年から1447年の間にフェデリーコ・ヴェンティミリアの所有の封建的な街となり17世紀の始めに自由になった。
17世紀の間はコルレオーネは経済と生産に深刻な危機の期間となり、ほぼ第2次大戦後まで続く長期間の移民を引き起こした。
歴史的に重要な事件として1860年5月のガリバルディによる軍事戦略がある。彼はコルレオーネの街を攻撃すると見せかけ、その年の5月27日でのパレルモでの勝利に軍団を導いた。

## 社会

### マフィア

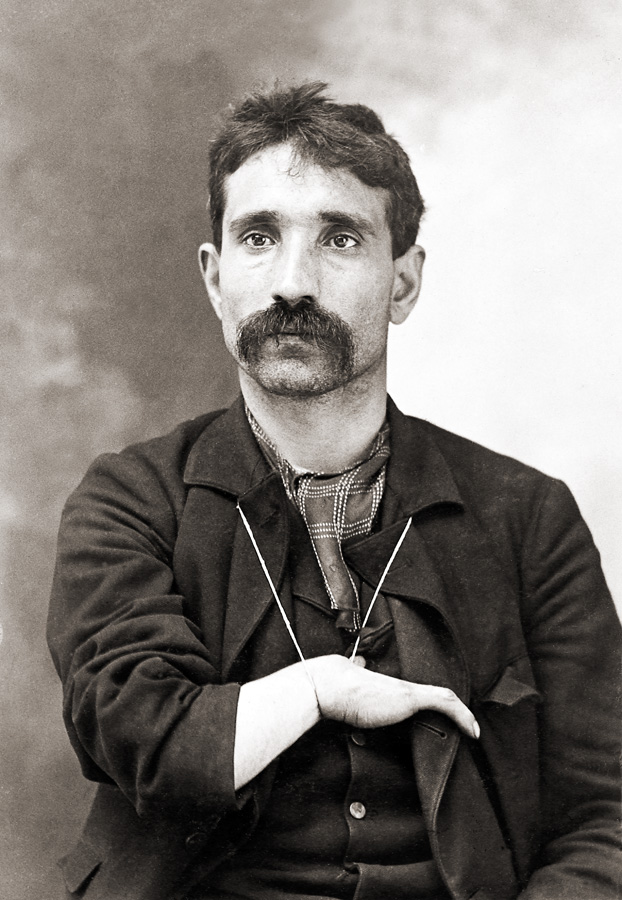
コルレオーネ出身のマフィア、ジュゼッペ・モレロ。ブラック・ハンドから一歩進んだ犯罪組織を結成し、ニューヨークを支配。彼の組織は後にジェノヴェーゼ一家となる

コルレオーネはマフィアが盛んな土地であり、人口1万数千人の土地で1944年から48年の5年間において153人が殺害されている。この地を拠点とするマフィアはコルレオーネシ (Corleonesi) と呼ばれ、特にサルヴァトーレ・リイナがボスだった1980年代から1990年代には他のマフィアや政治家、法曹関係者の暗殺を行い、国民を恐怖に落とし入れた。
アメリカ合衆国へ渡ったマフィアとしては、
- ニューヨーク
  - ジュゼッペ・モレロ
  - ガエタノ・レイナ
  - トンマーゾ・"トミー"・ガリアーノ
- ロサンゼルス
  - ジャック・ドラグナ

などが有名である。
詳細はw:Category:People from Corleoneを参照。

## 人口

### 居住地区別人口
国立統計研究所（ISTAT）によれば、2001年国勢調査時点での居住地区（Località abitata）別の人口は以下の通り。
| 地区名             | 標高     | 人口   | 備考                           |
| ------------------ | -------- | ------ | ------------------------------ |
| CORLEONE           | 225/1613 | 11,393 |                                |
| CORLEONE *         | 550      | 9,928  |                                |
| Contrada Belvedere | 620      | 79     |                                |
| Contrada Chiosi    | 718      | 35     |                                |
| Contrada Giammaria | 600      | 6      | 居住人口は安定したものではない |
| Case Sparse        | -        | 1,205  |                                |
| Ficuzza            | 650/683  | 146    | 飛び地                         |
| Ficuzza            | 683      | 146    |                                |

- ISTATは人口統計上、家屋密度の高い centro abitato （居住の中心地区）、密度の低い nucleo abitato （居住の核となる地区）、まとまった居住地区を形成していない case sparse （散在家屋）の区分を用いている。上の表で地名がすべて大文字で示されているものが centro abitato である。「*」印が付されているのは、コムーネの役場・役所 la casa comunale の置かれている地区である。

## 文化・観光

### 観光地・文化財
フィクッツァの離宮は両シチリア王フェルディナンド1世（造営当時はシチリア王フェルディナンド3世）によって1799年に建設されたもので、設計にあたったのはパレルモ出身の建築家ジュゼッペ・ヴァナンツィオ・マルヴーリアである。

### コルレオーネを舞台とする作品
マリオ・プーゾの小説で、フランシス・フォード・コッポラ監督によって映画化された『ゴッドファーザー』において、主人公ヴィトー・コルレオーネは当地の生まれと設定されており、一家は出身地にちなんだ「コルレオーネ」のファミリーネームを用いている（ヴィトーの米国入国に際して出身地名をファミリーネームとした。小説と映画で経緯は異なる）。映画『ゴッドファーザー』シリーズの中でコルレオーネ・ファミリーが故郷コルレオーネを訪れるシーンがあるが、ロケが行われたのは当地ではなく、メッシーナ県のサーヴォカやフォルツァ・ダグロである。なお、マイケル・コルレオーネを演じたアル・パチーノの母方祖父はコルレオーネ出身である。
『ゴッドファーザー』が映画史上に残る大傑作となったことで、コルレオーネの名は世界的に知られることになった。
1978年にはイタリアで『コルレオーネ』 (Corleone (film)) というタイトルのマフィア映画が製作されている。また、2007年には当地出身のサルヴァトーレ・リイナの生涯を描いたテレビドラマ Il Capo dei Capi がイタリアで製作され、イギリスで放映される際に『コルレオーネ』 Corleone というタイトルに改められた。『ゴッドファーザー』のオマージュと思わせる描写が多く、「コッポラ」や「ヴィトー」と、『ゴッドファーザー』に関連した名の人物が登場している。

## 交通
コルレオーネには鉄道が通ってないため、公共交通手段では1日に数本しか出ていないバスで行くしかない。

### 道路
国道
- SS118  (it:Strada statale 118 Corleonese Agrigentina) 
〔ボロニェッタ - マリネーオ〕 - コルレオーネ - 〔プリッツィ - …〕
- SS188C  (it:Strada statale 188 Centro Occidentale Sicula) 
コルレオーネ - 〔カンポフィオリート - ビザックイーノ〕

パレルモ県北部のボロニェッタとシチリア南部のアグリジェントとを南北に結ぶSS118が、コルレオーネの街を通過している。SS188CはSS188の支線で、SS118とSS188の本線とを結んでいる。

## 人物

### 著名な出身者
- レオルーカ (Leoluca)  - 9～10世紀の聖職者。聖人。コルレオーネの守護聖人。
- コルレオーネのベルナルド (Bernard of Corleone)  - 17世紀の修道士。聖人。
- ジュゼッペ・ヴァージ (Giuseppe Vasi)  - 18世紀の建築家・景観版画家。
- フランチェスコ・ベンティヴェーニャ (Francesco Bentivegna)  - 19世紀中葉のイタリア統一運動家。
- ミケーレ・ナヴァーラ - マフィアのボス
- ルチアーノ・リッジョ - マフィアのボス
- サルヴァトーレ・リイナ - マフィアのボス
- ベルナルド・プロベンツァーノ - マフィアのボス

この町出身のマフィアについてはen:Mafia members from Corleoneを参照。